# 카르니틴 팔미토일기전이효소 I
카르니틴 팔미토일기전이효소 I(영어: carnitine palmitoyltransferase I, CPT1)는 카르니틴 작용기 및 팔미토일 작용기의 물질로 수송에 관여하는 효소이다. 카르니틴 팔미토일트랜스퍼레이스 I이라고도 한다. 카르니틴 팔미토일기전이효소 I은 카르니틴 팔미토일기전이효소 II(CPT2)와 역할 측면에서 카르니틴을 통행권으로 간주하는 미토콘드리아 기질 내 자리옮김효소의 수송에 관여한다. 카르니틴 팔미토일기전이효소 I은 세포질에 위치하여 지방산으로부터의 생성물인 아실-CoA가 CoA를 잠정적으로 탈리하고 카르니틴과 결합하여 미토콘드리아 내부로 이동하도록 기능하는 조절기전을 가지고있다.

## 카르니틴 팔미토일기전이효소 II
카르니틴 팔미토일기전이효소 II(CPT2)는 미토콘드리아 내막에 위치하는 효소로 잠정적 결합물인 아실-카르니틴을 분리하여 아실-CoA로 재결합하는 과정을 촉매하는 작용기전을 가지고있다. 이로써 아실-CoA는 미토콘드리아 기질 내에서 지방산 대사를 수행하는데 관여한다.

## 같이 보기
- 베타 산화
- 시트르산 회로

## 참고
- (KMLE) 트랜스퍼레이스,CPT 1,palmitoyl CoA oxidase 등
- (우리말샘) 카르니틴,사이토졸 등